# Europees kampioenschap voetbal onder 21 - 1990
Aan het Europees kampioenschap voetbal onder 21 van 1990 (kortweg EK voetbal -21) deden 30 teams mee. Het toernooi werd inclusief de kwalificatiewedstrijden tussen 1988 en 1990 gehouden. Er was bij deze editie geen sprake van een eindtoernooi dat in een land werd gehouden. San Marino deed voor de eerste keer mee. Het toernooi werd voor de tweede (en laatste) keer gewonnen door de Sovjet-Unie.
De 30 teams werden verdeeld in zes groepen van vier en twee van drie. De groepswinnaars stroomden door naar de kwartfinale.

## Kwalificatiefase
| Kwalificatiegroep 1 | Kwalificatiegroep 1 | Wed | W | G | V | DV | DT | Ptn |
| ------------------- | ------------------- | --- | - | - | - | -- | -- | --- |
| 1                   | Bulgarije           | 6   | 5 | 0 | 1 | 16 | 4  | 10  |
| 2                   | Roemenië            | 6   | 3 | 0 | 3 | 8  | 7  | 6   |
| 3                   | Denemarken          | 6   | 2 | 1 | 3 | 9  | 14 | 5   |
| 4                   | Griekenland         | 6   | 1 | 1 | 4 | 3  | 11 | 3   |

| - Bulgarije 2-1 Roemenië - Griekenland 2-2 Denemarken - Roemenië 2-0 Griekenland - Denemarken 1-3 Bulgarije - Bulgarije 6-0 Denemarken - Griekenland 1-0 Roemenië | - Roemenië 2-1 Bulgarije - Denemarken 3-0 Griekenland - Bulgarije 2-0 Griekenland - Denemarken 1-2 Roemenië - Roemenië 1-2 Denemarken - Griekenland 0-2 Bulgarije |

| Kwalificatiegroep 2 | Kwalificatiegroep 2 | Wed | W | G | V | DV | DT | Ptn |
| ------------------- | ------------------- | --- | - | - | - | -- | -- | --- |
| 1                   | Zweden              | 6   | 4 | 2 | 0 | 10 | 2  | 10  |
| 2                   | Engeland            | 6   | 4 | 1 | 1 | 10 | 5  | 9   |
| 3                   | Polen               | 6   | 1 | 2 | 3 | 4  | 10 | 4   |
| 4                   | Albanië             | 6   | 0 | 1 | 5 | 1  | 8  | 1   |

| - Polen 0-0 Albanië - Engeland 1-1 Zweden - Albanië 0-2 Zweden - Albanië 1-2 Engeland - Engeland 2-0 Albanië - Zweden 4-0 Polen | - Engeland 2-1 Polen - Zweden 1-0 Engeland - Zweden 1-0 Albanië - Polen 1-3 Engeland - Polen 1-1 Zweden - Albanië 0-1 Polen |

| Kwalificatiegroep 3 | Kwalificatiegroep 3 | Wed | W | G | V | DV | DT | Ptn |
| ------------------- | ------------------- | --- | - | - | - | -- | -- | --- |
| 1                   | Sovjet-Unie         | 6   | 4 | 1 | 1 | 12 | 5  | 9   |
| 2                   | Oost-Duitsland      | 6   | 3 | 1 | 2 | 8  | 6  | 7   |
| 3                   | Oostenrijk          | 6   | 1 | 2 | 3 | 6  | 8  | 4   |
| 4                   | Turkije             | 6   | 1 | 2 | 3 | 4  | 11 | 4   |

| - Sovjet-Unie 2-2 Oostenrijk - Oostenrijk 3-0 Turkey - Turkey 3-2 Oost-Duitsland - Oost-Duitsland 0-0 Turkey - Sovjet-Unie 1-0 Oost-Duitsland - Turkey 0-3 Sovjet-Unie | - Oost-Duitsland 2-0 Oostenrijk - Oostenrijk 0-2 Sovjet-Unie - Oost-Duitsland 3-2 Sovjet-Unie - Turkey 1-1 Oostenrijk - Sovjet-Unie 2-0 Turkey - Oostenrijk 0-1 Oost-Duitsland |

| Kwalificatiegroep 4 | Kwalificatiegroep 4 | Wed | W | G | V | DV | DT | Ptn |
| ------------------- | ------------------- | --- | - | - | - | -- | -- | --- |
| 1                   | West-Duitsland      | 6   | 4 | 2 | 0 | 10 | 2  | 10  |
| 2                   | IJsland             | 6   | 2 | 3 | 1 | 11 | 7  | 7   |
| 3                   | Nederland           | 6   | 1 | 2 | 3 | 6  | 9  | 4   |
| 4                   | Finland             | 6   | 1 | 1 | 4 | 4  | 13 | 3   |

| - Finland 0-3 West-Duitsland - IJsland 1-1 Nederland - Finland 2-1 IJsland - West-Duitsland 2-0 Nederland - Nederland 0-1 West-Duitsland - Finland 1-1 Nederland | - IJsland 1-1 West-Duitsland - IJsland 4-0 Finland - West-Duitsland 2-0 Finland - Nederland 2-3 IJsland - West-Duitsland 1-1 IJsland - Nederland 2-1 Finland |

| Kwalificatiegroep 5 | Kwalificatiegroep 5 | Wed | W | G | V | DV | DT | Ptn |
| ------------------- | ------------------- | --- | - | - | - | -- | -- | --- |
| 1                   | Joegoslavië         | 6   | 4 | 1 | 1 | 10 | 4  | 9   |
| 2                   | Frankrijk           | 6   | 3 | 2 | 1 | 11 | 7  | 8   |
| 3                   | Noorwegen           | 6   | 1 | 2 | 3 | 3  | 7  | 4   |
| 4                   | Schotland           | 6   | 1 | 1 | 4 | 7  | 13 | 3   |

| - Noorwegen 1-1 Schotland - Frankrijk 2-0 Noorwegen - Schotland 0-2 Joegoslavië - Joegoslavië 2-2 Frankrijk - Schotland 2-3 Frankrijk - Frankrijk 0-1 Joegoslavië | - Noorwegen 0-1 Joegoslavië - Joegoslavië 4-1 Schotland - Noorwegen 1-1 Frankrijk - Joegoslavië 0-1 Noorwegen - Frankrijk 3-1 Schotland - Schotland 2-0 Noorwegen |

| Kwalificatiegroep 6 | Kwalificatiegroep 6 | Wed | W | G | V | DV | DT | Ptn |
| ------------------- | ------------------- | --- | - | - | - | -- | -- | --- |
| 1                   | Spanje              | 4   | 3 | 0 | 1 | 3  | 1  | 6   |
| 2                   | Hongarije           | 4   | 2 | 1 | 1 | 2  | 1  | 5   |
| 3                   | Cyprus              | 4   | 0 | 1 | 3 | 0  | 3  | 1   |

| - Cyprus 0-0 Hongarije - Cyprus 0-1 Spanje - Hongarije 1-0 Cyprus | - Spanje 1-0 Cyprus - Hongarije 1-0 Spanje - Spanje 1-0 Hongarije |

| Kwalificatiegroep 7 | Kwalificatiegroep 7 | Wed | W | G | V | DV | DT | Ptn |
| ------------------- | ------------------- | --- | - | - | - | -- | -- | --- |
| 1                   | Tsjecho-Slowakije   | 6   | 3 | 2 | 1 | 10 | 5  | 8   |
| 2                   | België              | 6   | 2 | 4 | 0 | 7  | 3  | 8   |
| 3                   | Portugal            | 6   | 2 | 2 | 2 | 6  | 6  | 6   |
| 4                   | Luxemburg           | 6   | 0 | 2 | 4 | 1  | 10 | 2   |

| - Tsjecho-Slowakije 0-3 België - Portugal 1-1 België - Tsjecho-Slowakije 4-0 Luxemburg - Portugal 1-0 Luxemburg - België 1-1 Tsjecho-Slowakije - Luxemburg 0-0 België | - België 1-1 Portugal - Tsjecho-Slowakije 1-0 Portugal - Luxemburg 0-3 Portugal - België 1-0 Luxemburg - Portugal 0-3 Tsjecho-Slowakije - Luxemburg 1-1 Tsjecho-Slowakije |

| Kwalificatiegroep 8 | Kwalificatiegroep 8 | Wed | W | G | V | DV | DT | Ptn |
| ------------------- | ------------------- | --- | - | - | - | -- | -- | --- |
| 1                   | Italië              | 4   | 3 | 1 | 0 | 5  | 0  | 7   |
| 2                   | Zwitserland         | 4   | 2 | 1 | 1 | 8  | 1  | 5   |
| 3                   | San Marino          | 4   | 0 | 0 | 4 | 0  | 12 | 0   |

| - Zwitserland 0-0 Italië - San Marino 0-5 Zwitserland - San Marino 0-2 Italië | - Italië 1-0 Zwitserland - Zwitserland 3-0 San Marino - Italië 2-0 San Marino |

## Knock-outfase
| Kwartfinales - Italië 3-1 Spanje - Spanje 1-0 Italië Italië won in totaal met 3-2 - Joegoslavië 2-0 Bulgarije - Bulgarije 0-1 Joegoslavië Joegoslavië won in totaal met 3-0 - Sovjet-Unie 1-1 West-Duitsland - West-Duitsland 1-2 Sovjet-Unie (n.v.) Sovjet-Unie won in totaal met 3-2 - Tsjecho-Slowakije 1-2 Zweden - Zweden 4-0 Tsjecho-Slowakije Zweden won in totaal met 6-1 |  | Halve finales - Joegoslavië 0-0 Italië - Italië 2-2 Joegoslavië In totaal werd het 2-2 en Joegoslavië won op uitdoelpunten - Zweden 1-1 Sovjet-Unie - Sovjet-Unie 2-0 Zweden Sovjet-Unie won in totaal met 3-1 |  | Finale - Joegoslavië 2-4 Sovjet-Unie - Sovjet-Unie 3-1 Joegoslavië Sovjet-Unie won in totaal met 7-3 Sovjet-Unie werd kampioen |